# Ophryotrocha schubravyi
Ophryotrocha schubravyi är en ringmaskart som beskrevs av Tsetlin 1980. Ophryotrocha schubravyi ingår i släktet Ophryotrocha och familjen Dorvilleidae. Inga underarter finns listade i Catalogue of Life.